# هانس سومرس
هانس سومرس (9 مارس 1978 بميشيلين في بلجيكا - ) هو لاعب كرة قدم بلجيكي في مركز الوسط. لعب مع ليرس ونادي أوترخت ونادي طرابزون سبور.

## وصلات خارجية
- هانس سومرس على موقع قاعدة بيانات كرة القدم.إي يو (الإنجليزية)
- هانس سومرس على موقع Soccerway.com (الإنجليزية)
- هانس سومرس على موقع عالم كرة القدم.نت (الإنجليزية)